# Como un guante de seda forjado en hierro
Como un guante de seda forjado en hierro (en el inglés original, Like A Velvet Glove Cast In Iron) es una novela gráfica creada por Daniel Clowes para los números 1 a 10 (1989–1993) de su comic book "Eightball".
Surrealista y siniestra, Como un guante... narra la búsqueda que emprende Clay Loudermilk en pos de su novia Barbara Allen, tras reconocerla en una película BDSM titulada como la historieta.

## Trayectoria editorial
Daniel Clowes inició la obra sin un plan prefijado, convirtiéndola en su primera narración larga.
Posteriormente fue recopilada en formato de álbum en su país natal, siendo traducida además a varios idiomas, incluyendo japonés, griego y francés. La edición francesa fue nominada para el premio al mejor álbum en el Festival de historieta de Angulema del año 2000. En España, Como un guante... ha sido publicada por ediciones La Cúpula.

## Valoración
En opinión del crítico Jordi Costa:

Sólo algunas obras de Martí y Burns han logrado transmitir la sensación de incómodo desconcierto, de ineludible zozobra que "Like a Velvet...", como un Lynch corregido y aumentado, deja en el lector

Para Santiago García, la obra resulta algo agotadora, pues no se adaptaba bien a su publicación seriada, de tal forma que Daniel Clowes optó por desarrollar su siguiente narración larga, Ghost World, en forma de capítulos autoconclusivos.